# كيث ماكيون
كيث ماكيون (بالإنجليزية: Keith McCune)‏ (23 ديسمبر 1955 في الولايات المتحدة)؛ روائي أمريكي. درس في جامعة ميشيغان.